# Isla San Juanito
Isla San Juanito är en ö i Mexiko. Den ligger i närheten av Islas Marías och tillhör kommunen San Blas i delstaten Nayarit, i den västra delen av landet. Arean är 9 kvadratkilometer.